# Dragon Ball: Episode of Bardock
Dragon Ball: Episode of Bardock (ドラゴンボール：エピソードオブバーダック, Doragon Bōru: Episōdo obu Bādakku) é uma série de mangá escrita e ilustrada por Naho Ōishi, sendo um spin-off da franquia Dragon Ball criada por Akira Toriyama. Essa série serve como uma sequência apócrifa do especial de TV Dragon Ball Z: Bardock – The Father of Goku, de 1990. Bardock sobrevive à destruição do Planeta Vegeta, sendo enviado ao passado para um estranho planeta, onde ele enfrenta Chilled, um ancestral de Freeza.
O mangá foi publicado na revista V Jump em três capítulos entre 21 de junho e 21 de agosto de 2011. Ele foi adaptado em uma curta-metragem pela Toei Animation, que estreou em 17 de dezembro de 2011 na Jump Festa de 2012. O filme foi lançado internacionalmente em outubro de 2012, como um extra legendado para o jogo eletrônico de Xbox 360 Dragon Ball Z: For Kinect.